# Felipe Hauser y Kobler
Philip M. Hauser y Kobler (1832-1925) fue un médico humanista, investigador y viajero radicado en España.

## Biografía
Nacido en 1832 en Nàdasban (actual Trstín), una pequeña ciudad de Eslovaquia perteneciente al Imperio austrohúngaro. En 1852 se trasladó a Viena donde estudiaría medicina de la mano de los más prestigiosos maestros de la Neue Wiener Schule (Hyrtl, von Brücke, Rokitansky, Skoda, y von Hebra). Más tarde, tuvo la oportunidad de completar su actividad formativa en París y Berna, donde concluyó en 1858 su tesis doctoral bajo la dirección de Moritz Schiff, analizando experimentalmente la influencia del sistema nervioso sobre la nutrición. Posteriormente, ejerció como médico en Tetuán, donde se ocupó de los sectores más desfavorecidos de la ciudad y realizó numerosas actividades humanitarias y asistenciales en el seno de la comunidad judía, a la que el mismo perteneció. En 1863 se desplazó a París donde contrajo matrimonio con Paulina Neuburger, y tras una serie de estancias en Londres y Gibraltar donde en 1866 nacería su hijo Enrique Hauser y Neuburger. En 1872 fijó su residencia en Sevilla. Durante los diez años que vivió en la capital hispalense, alcanzó fama como médico de las élites sociales –aristocracia y alta burguesía-, aunque también supo conectar con la intelectualidad progresista. Precisamente, en este contexto hay que enmarcar la aparición de sus Estudios médico-topográficos de Sevilla (1882-1884).

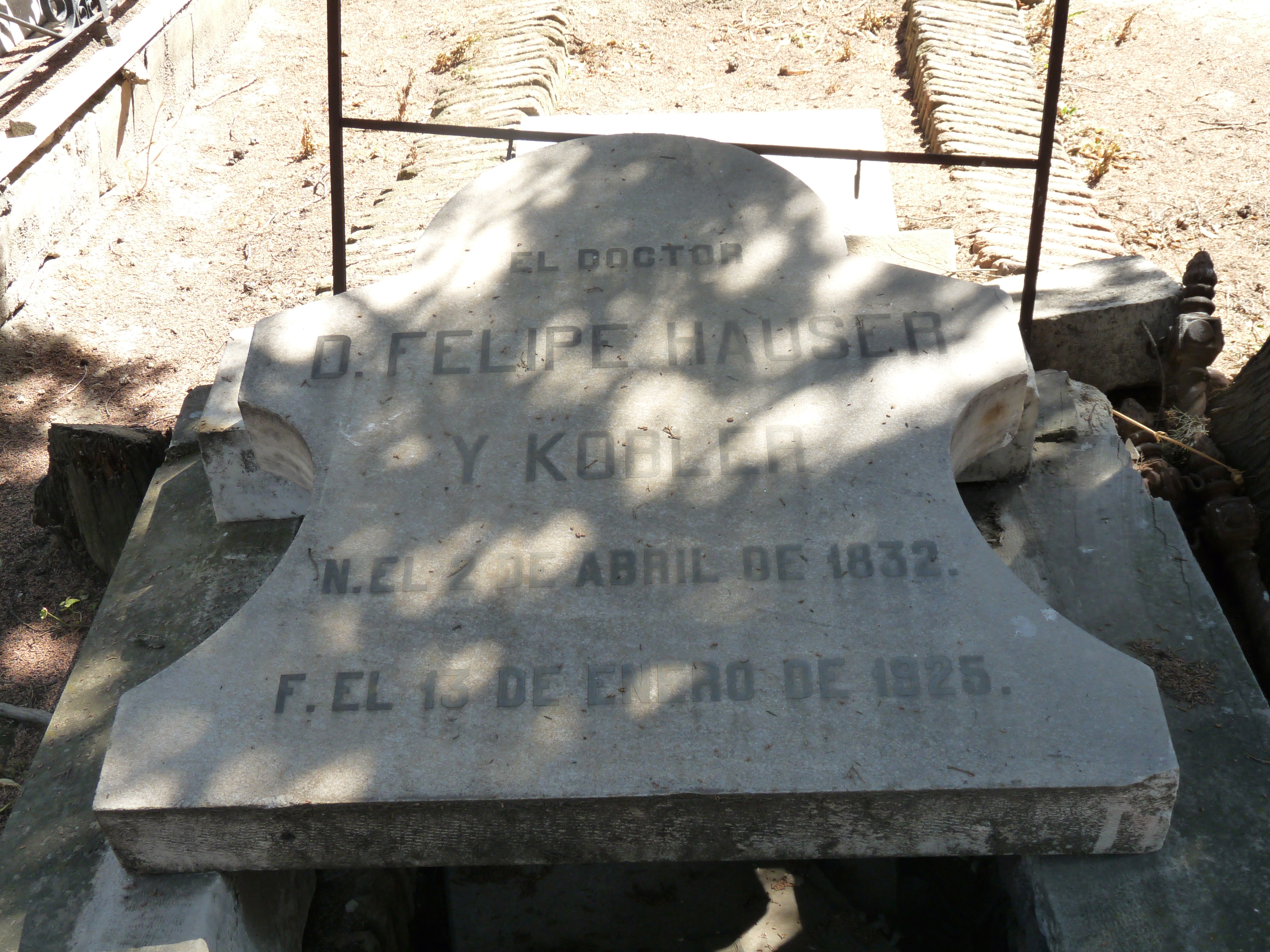
Tumba de Hauser en el cementerio civil de Madrid.

En 1883 él y su familia marcharon a Madrid por motivos de estudio de uno de los hijos del matrimonio y allí residirá hasta su muerte en 1925. Durante todo este tiempo, Hauser alternará su profesión médica con la investigación. Fruto de ella serán Estudios epidemiológicos relativos a la etiología y profilaxis del cólera (1887), Madrid desde el punto de vista médico-social (1902) y La geografía médica de la península ibérica (1913).
A lo largo de su vida Philip Hauser consiguió atesorar una importante biblioteca especializada en temas médicos en alemán, francés, inglés y castellano, biblioteca que decidió donar al Ayuntamiento de Sevilla para uso y aprovechamiento tras su merecida jubilación en 1914. Dicha colección, adscrita a la Biblioteca del Archivo Municipal de Sevilla, en cuya sede de las Casas Consistoriales se instaló provisionalmente, consta de 3695 volúmenes y desde 1926 se encuentra depositada para su consulta por parte de la comunidad científica en la Biblioteca de la Real Academia de Medicina de Sevilla.
Fallecido en 1925 en Madrid, está enterrado en el cementerio civil de Madrid.

## Obras
- Hauser, Felipe (1990). Memorias autobiográficas. J.L.Carrillo, E.Bernal e I.Bonilla. Sevilla: Publicaciones de la Universidad de Sevilla.
- Hauser, Philiph (1979 (1902)). Madrid bajo el punto de vista médico-social. Su política sanitaria, su climatología, su suelo y sus aguas, sus condiciones sanitarias, su demografía, su morbicidad y su mortalidd. 2 volúmenes (Primero y Segundo) (Edición preparada por Carmen del Moral). Madrid: Editora Nacional.